# Nicolae Bălcescu, Arad
Nicolae Bălcescu este un sat în comuna Vărădia de Mureș din județul Arad, Crișana, România. Mai demult s-a numit Mocioni.

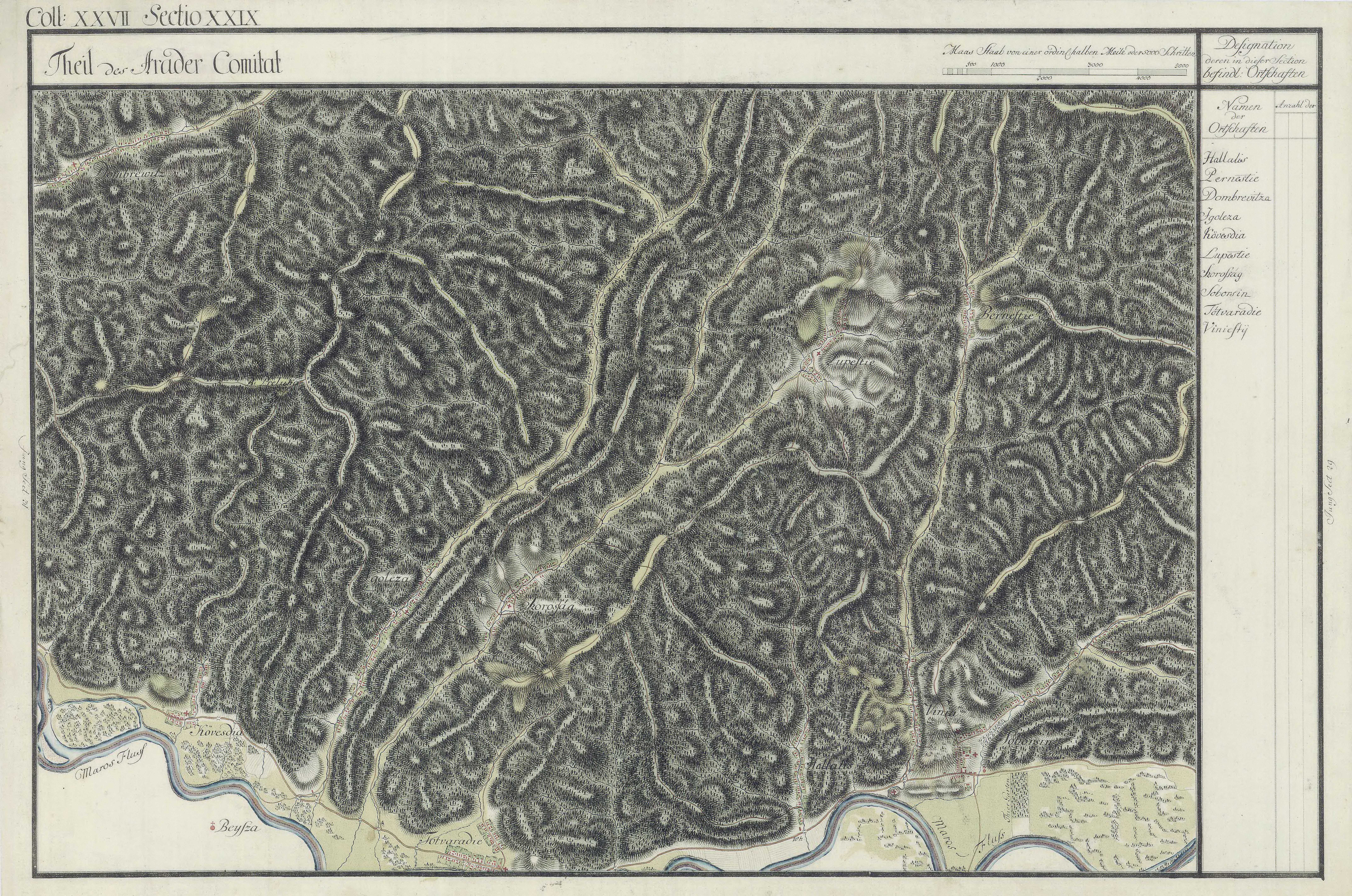
Nicolae Bălcescu în Harta Iosefină a Comitatului Arad